# あ行

ゴシック体と明朝体の、あいうえお

あ行（あぎょう）とは、日本語の五十音の最初の行である。仮名のあ、い、う、え、おが含まれ、どの仮名も1音節または1モーラを表す。
あ行の仮名で表すモーラは、いずれも頭子音を伴わず、母音だけで発音される。あ、い、う、え、おの音素はそれぞれ/a/、/i/、/u/、/e/、/o/である。各仮名の発音の詳細は、あ、い、う、え、おの記事参照。あ行はローマ字では日本式・ヘボン式ともに a i u e o と表記される。
あ行の仮名に関連する濁音には、ヴおよび「ヴ」を第1文字とするヴァ行拗音がある（詳細はヴの記事参照）。「ヴ」およびヴァ行拗音以外には、あ行の仮名に濁点を付けて表記する濁直音またはそれを第1文字として表記する濁拗音は存在しない。
外来音や方言音、慣用音などを表す拗音の第2文字として、あ行の仮名を ぁ、ぃ、ぅ、ぇ、ぉ と小書きして使うことがあり（「つぁ」「ふぁ」など）、この場合は小書きされた第2文字だけではモーラを構成せず、直前の第1文字と一緒になって1モーラを構成する（例：「ふぁん」（fun）[ɸa･ɴ]←→「ふあん」（不安）[ɸɯ･a･ɴ]）。
あ行の通常文字（小書きでない）の直前が同段の仮名である場合は、そのあ行音は直前の母音を1拍（1モーラ）伸ばした音（長音）に発音する（詳細は あ い う え お の各記事を参照）。